# Hemidactylus

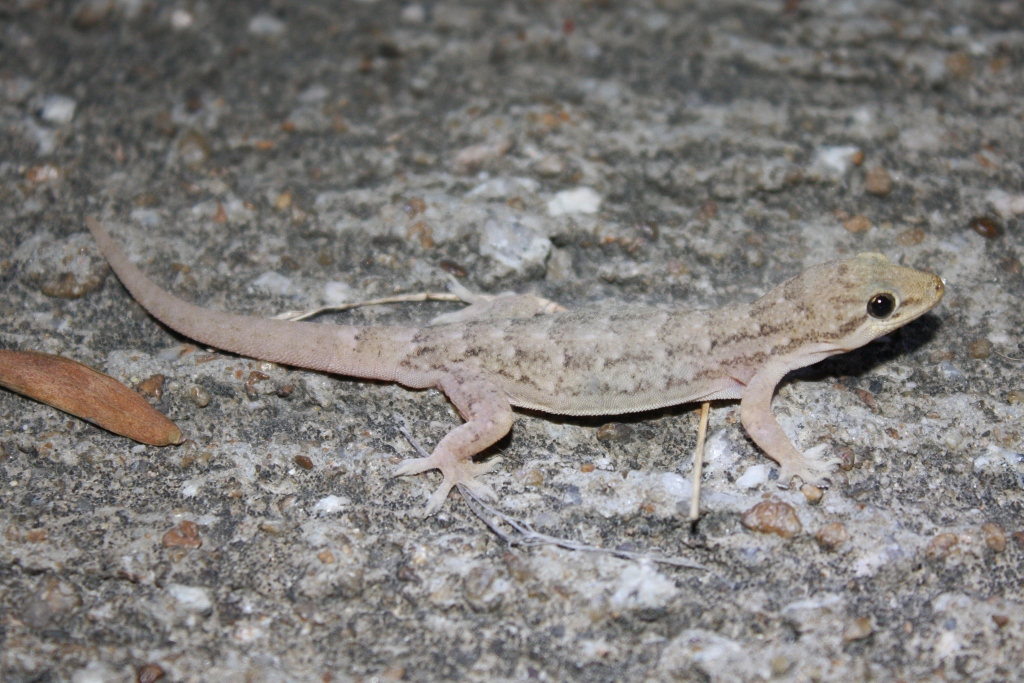
Hemidactylus bowringii

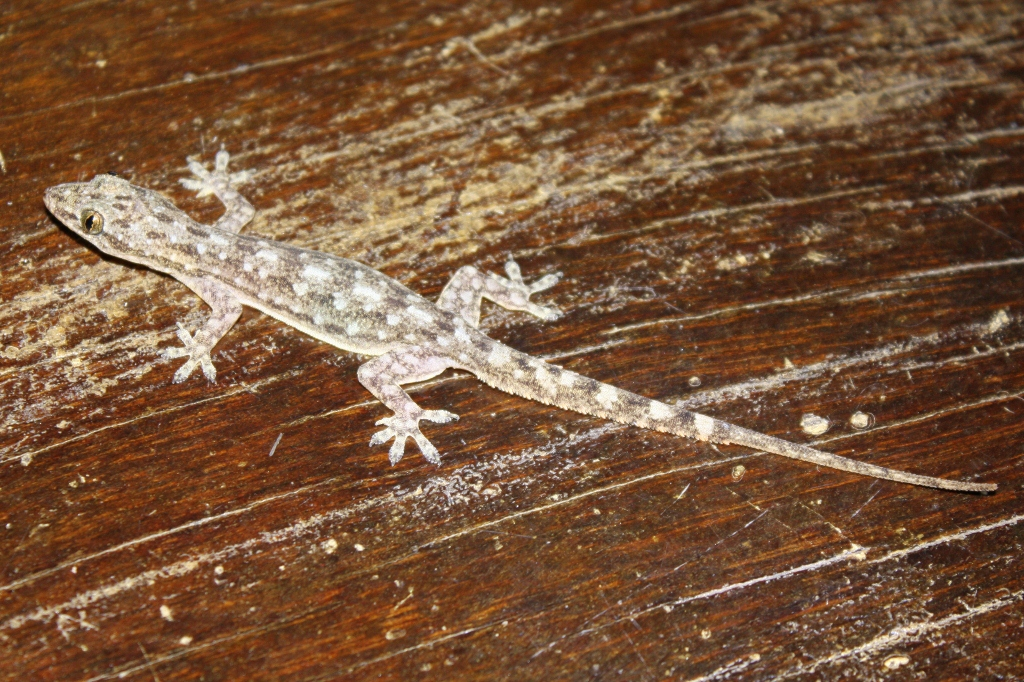
Hemidactylus garnotii

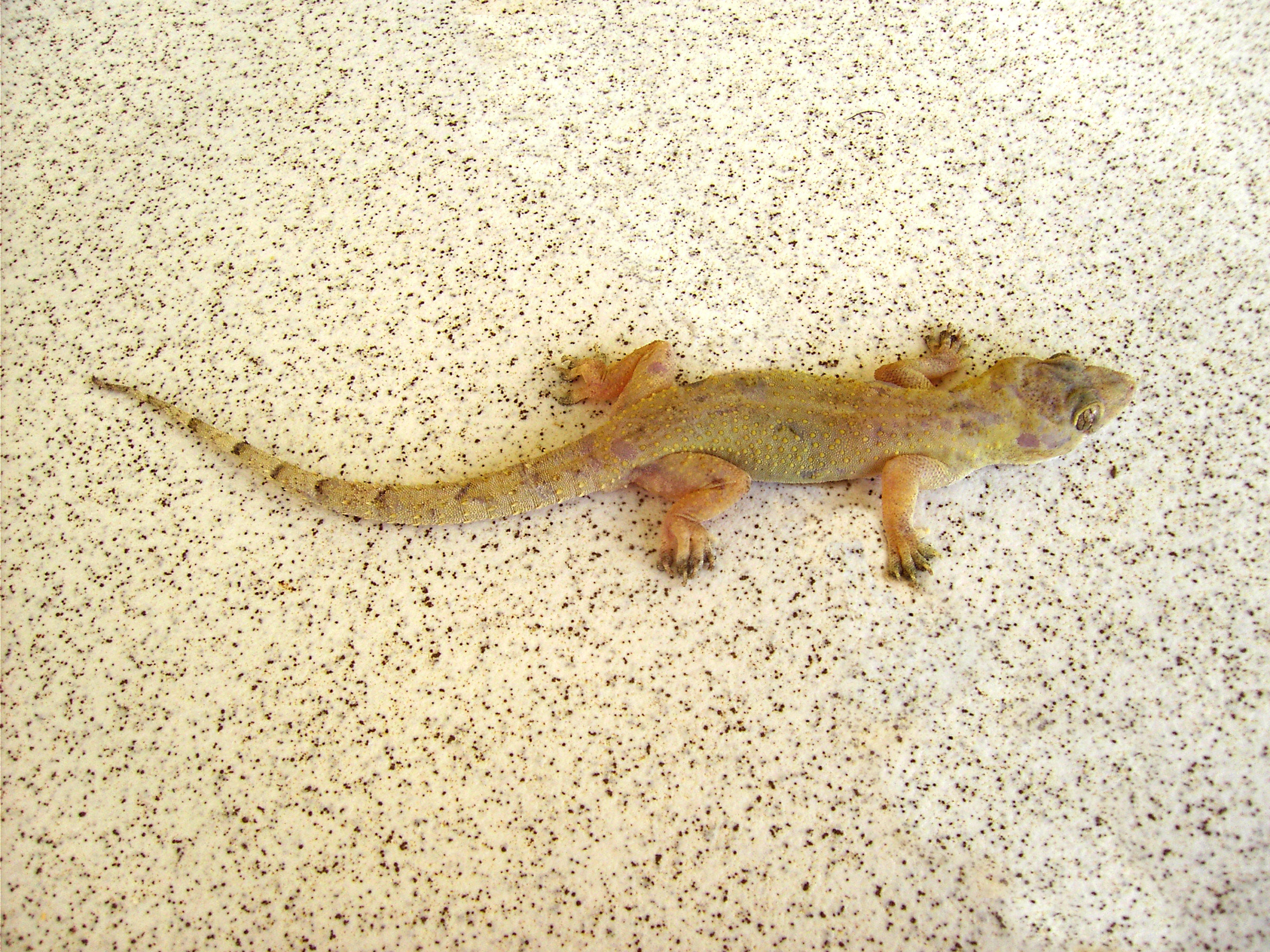
Hemidactylus mabouia

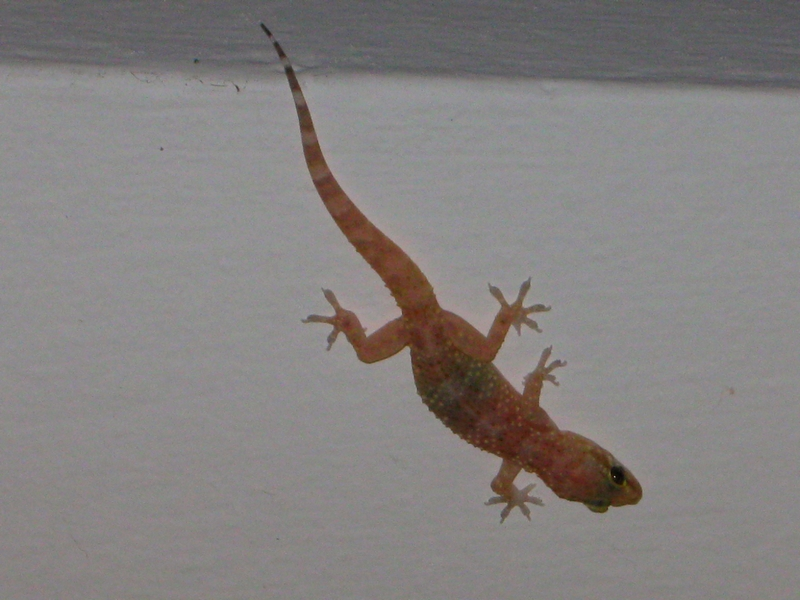
Hemidactylus turcicus

Hemidactylus  Oken, 1817 è un genere di piccoli sauri della famiglia dei Gekkonidi.

## Tassonomia
Comprende 124 specie:
- Hemidactylus aaronbaueri Giri, 2008
- Hemidactylus agrius Vanzolini, 1978
- Hemidactylus albituberculatus Trape, 2012
- Hemidactylus albivertebralis Trape & Böhme, 2012
- Hemidactylus albofasciatus Grandison & Soman, 1963
- Hemidactylus albopunctatus (Loveridge, 1947)
- Hemidactylus alkiyumii Carranza & Arnold, 2012
- Hemidactylus anamallensis (Günther, 1875)
- Hemidactylus angulatus Hallowell, 1854
- Hemidactylus ansorgii Boulenger, 1901
- Hemidactylus aporus Boulenger, 1906
- Hemidactylus aquilonius Zug & Mcmahan, 2007
- Hemidactylus arnoldi Lanza, 1978
- Hemidactylus barbierii Sindaco, Razzetti & Ziliani, 2007
- Hemidactylus barodanus Boulenger, 1901
- Hemidactylus bavazzanoi Lanza, 1978
- Hemidactylus bayonii Bocage, 1893
- Hemidactylus beninensis Bauer, Tchibozo, Pauwels & Lenglet, 2006
- Hemidactylus bouvieri (Bocourt, 1870)
- Hemidactylus bowringii (Gray, 1845)
- Hemidactylus brasilianus (Amaral, 1935)
- Hemidactylus brookii Gray, 1845
- Hemidactylus citernii Boulenger, 1912
- Hemidactylus craspedotus Mocquard, 1890
- Hemidactylus curlei Parker, 1942
- Hemidactylus dawudazraqi Moravec, Kratochvíl, Amr, Jandzik, Šmíd & Gvoždík, 2011
- Hemidactylus depressus Gray, 1842
- Hemidactylus dracaenacolus Rösler & Wranik, 1999
- Hemidactylus echinus O'Shaughnessy, 1875
- Hemidactylus endophis Carranza & Arnold, 2012
- Hemidactylus fasciatus Gray, 1842
- Hemidactylus festivus Carranza & Arnold, 2012
- Hemidactylus flaviviridis Rüppell, 1835
- Hemidactylus forbesii Boulenger, 1899
- Hemidactylus foudaii Baha El Din, 2003
- Hemidactylus frenatus Schlegel, 1836
- Hemidactylus funaiolii Lanza, 1978
- Hemidactylus garnotii Duméril & Bibron, 1836
- Hemidactylus giganteus Stoliczka, 1871
- Hemidactylus gleadowi Murray, 1884
- Hemidactylus gracilis Blanford, 1870
- Hemidactylus granchii Lanza, 1978
- Hemidactylus graniticolus Agarwal, Giri & Bauer, 2011
- Hemidactylus granosus (Heyden, 1827)
- Hemidactylus granti Boulenger, 1899
- Hemidactylus greeffii Bocage, 1886
- Hemidactylus gujaratensis Giri, Bauer, Vyas & Patil, 2009
- Hemidactylus hajarensis Carranza & Arnold, 2012
- Hemidactylus homoeolepis Blanford, 1881
- Hemidactylus hunae Deraniyagala, 1937
- Hemidactylus imbricatus (Bauer, Giri, Greenbaum, Jackman, Dharne & Shouche, 2008)
- Hemidactylus inexpectatus Carranza & Arnold, 2012
- Hemidactylus inintellectus Sindaco, Ziliani, Razzetti, Pupin, Grieco, 2009
- Hemidactylus isolepis Boulenger, 1895
- Hemidactylus jubensis Boulenger, 1895
- Hemidactylus jumailiae Busais & Joger, 2011
- Hemidactylus kamdemtohami Bauer & Pauwels, 2002
- Hemidactylus karenorum (Theobald, 1868)
- Hemidactylus klauberi Scortecci, 1948
- Hemidactylus kundaensis Chirio & Trape, 2012
- Hemidactylus kushmorensis Murray, 1884
- Hemidactylus laevis Boulenger, 1901
- Hemidactylus lamaensis Ullenbruch, Grell & Böhme, 2010
- Hemidactylus lankae Deraniyagala, 1953
- Hemidactylus laticaudatus Andersson, 1910
- Hemidactylus lavadeserticus Moravec & Böhme, 1997
- Hemidactylus lemurinus Arnold, 1980
- Hemidactylus leschenaultii Duméril & Bibron, 1836
- Hemidactylus longicephalus Bocage, 1873
- Hemidactylus lopezjuradoi Arnold, Vasconcelos, Harris, Mateo & Carranza, 2008
- Hemidactylus luqueorum Carranza & Arnold, 2012
- Hemidactylus mabouia (Moreau De Jonnès, 1818)
- Hemidactylus macropholis Boulenger, 1896
- Hemidactylus maculatus Duméril & Bibron, 1836
- Hemidactylus makolowodei Bauer, Lebreton, Chirio, Ineich & Talla Kouete, 2006
- Hemidactylus masirahensis Carranza & Arnold, 2012
- Hemidactylus matschiei (Tornier, 1901)
- Hemidactylus megalops Parker, 1932
- Hemidactylus mercatorius Gray, 1842
- Hemidactylus mindiae Baha El Din, 2005
- Hemidactylus modestus (Günther, 1894)
- Hemidactylus muriceus Peters, 1870
- Hemidactylus newtoni Ferreira, 1897
- Hemidactylus ophiolepis Boulenger, 1903
- Hemidactylus ophiolepoides Lanza, 1978
- Hemidactylus oxyrhinus Boulenger, 1899
- Hemidactylus palaichthus Kluge, 1969
- Hemidactylus parvimaculatus Deraniyagala, 1953
- Hemidactylus paucituberculatus Carranza & Arnold, 2012
- Hemidactylus persicus Anderson, 1872
- Hemidactylus pieresii Kelaart, 1852
- Hemidactylus platycephalus Peters, 1854
- Hemidactylus platyurus (Schneider, 1792)
- Hemidactylus prashadi Smith, 1935
- Hemidactylus principensis Miller, Sellas & Drewes, 2012
- Hemidactylus pseudomuriceus Henle & Böhme, 2003
- Hemidactylus puccionii Calabresi, 1927
- Hemidactylus pumilio Boulenger, 1899
- Hemidactylus reticulatus Beddome, 1870
- Hemidactylus richardsonii (Gray, 1845)
- Hemidactylus robustus Heyden, 1827
- Hemidactylus romeshkanicus Torki, 2011
- Hemidactylus ruspolii Boulenger, 1896
- Hemidactylus saba Busais & Joger, 2011
- Hemidactylus sataraensis Giri & Bauer, 2008
- Hemidactylus scabriceps (Annandale, 1906)
- Hemidactylus shihraensis Busais & Joger, 2011
- Hemidactylus sinaitus Boulenger, 1885
- Hemidactylus smithi Boulenger, 1895
- Hemidactylus somalicus Parker, 1932
- Hemidactylus squamulatus Tornier, 1896
- Hemidactylus stejnegeri Ota & Hikida, 1989
- Hemidactylus tanganicus Loveridge, 1929
- Hemidactylus tasmani Hewitt, 1932
- Hemidactylus taylori Parker, 1932
- Hemidactylus tenkatei Lidth De Jeude, 1895
- Hemidactylus thayene Zug & Mcmahan, 2007
- Hemidactylus treutleri Mahony, 2009
- Hemidactylus triedrus (Daudin, 1802)
- Hemidactylus tropidolepis Mocquard, 1888
- Hemidactylus turcicus (Linnaeus, 1758)
- Hemidactylus ulii Šmíd, Moravec, Kratochvíl, Gvoždík, Nasher, Busais, Wilms, Shobrak, Carranza, 2013
- Hemidactylus vietnamensis Darevsky, Kupriyanova & Roshchin, 1984
- Hemidactylus yerburii Anderson, 1895